# Nicolas Monod
Nicolas Monod (Montreux, 29 de novembro de 1973) é um matemático suíço.
Monod estudou no Instituto Federal de Tecnologia de Zurique, onde obteve em 2001 um doutorado, orientado por Marc Burger, com a tese Continuous Bounded Cohomology of Locally Compact Groups). Esteve no pós-doutorado até 2004 na Universidade de Chicago, onde foi em 2004 professor assistente. Em 2005 foi professor da Universidade de Genebra e em 2008 da Escola Politécnica Federal de Lausana.
Apresentou a Gauß-Vorlesung de 2016 sobre o paradoxo de Banach–Tarski. É fellow da American Mathematical Society. Foi palestrante convidado do Congresso Internacional de Matemáticos em Madrid (2006: An invitation to bounded cohomology). Recebeu o Prêmio Berwick de 2015.

## Obras
- Continuous bounded cohomology of locally compact groups, Lecture Notes in Mathematics 1758, Springer 2001
- com Burger: Continuous bounded cohomology and applications to rigidity theory, GAFA, Band 12, 2002, p. 219–280
- Superrigidity for irreducible lattices and geometric splitting, Journal of the American Mathematical Society, Volume 19, 2006, p. 781–814, Arxiv
- com Yehuda Shalom: Orbit equivalence rigidity and bounded cohomology, Annals of Mathematics, Volume 164, 2006, p. 825–878, Arxiv
- com U. Bader, A. Furman, T. Gelander: Property (T) and rigidity for actions on Banach spaces, Acta Mathematica, Volume 198, 2007, p. 57–105, Arxiv
- com Alex Furman: Product group actions on manifolds, Duke Mathematical Journal, Volume 148, 2009, p. 1–39, Arxiv
- com Pierre-Emmanuel Caprace: Isometry groups of non-positively curved spaces, Parte 1, Structure theory, Parte 2, Discrete subgroups, Journal of Topology, Volume 2, 2009, p. 661–700, 701–746, Arxiv, Arxiv, Parte 2
- com Naturtaka Ozawa: The Dixmier problem, lamplighters and Burnside groups, Journal of Functional Analysis, Volume 258, 2010, p. 255–259, Arxiv
- On the bounded cohomology of semi-simple groups, S-arithmetic groups and products, Journal für Reine und Angewandte Mathematik, Volume 640, 2010, p. 167–202, Arxiv
- com Michelle Bucher: The norm of the Euler class, Mathematische Annalen, Volume 353, 2012, p. 523–544, Arxiv
- com U. Bader, T. Gelander: A fixed point theorem for {\displaystyle L^{1}} spaces, Inventiones Mathematicae, Volume 189, 2012, p. 143–148, Arxiv
- com Kate Juschenko: Cantor systems, piecewise translations and simple amenable groups, Annals of Mathematics, Volume 178, Nr. 2, 2013
- Groups of piecewise projective homeomorphisms, Proc. Nat. Acad. Sci., Volume 110, 2013, p. 4527–4527